# Carancas (Meteorit)
Der Meteoroid Carancas schlug am 15. September 2007 um 11:45 Uhr Ortszeit in der Nähe des peruanischen Dorfes Carancas, 11 km südlich der Stadt Desaguadero im Distrikt Desaguadero (Provinz Chucuito) ein. Dort, südlich des Titicaca-Sees in den Anden, nicht weit von der Grenze zu Bolivien, hinterließ er einen rund 14 Meter großen Einschlagkrater und schwefeligen Geruch. Meteoritenbruchstücke wurden in der Umgebung gefunden und sie tragen die Bezeichnung Carancas.

## Beobachtungen und Untersuchungen
Der Meteor durchquerte die Lufthülle in wenigen Sekunden als massiver Feuerball, der heller als die Sonne strahlte. Überraschenderweise konnte ein Zerbrechen des Meteoroiden von Augenzeugen nicht beobachtet werden. Der Himmelskörper kam aus nordnordöstlicher Richtung und schlug in weichem, wassergesättigtem Boden auf. Eine Rauchfahne blieb am Himmel zurück, und an der Aufschlagstelle stieg eine pilzförmige Wolke aus Rauch, Dampf und Staub auf. Der Boden zitterte wie bei einem Erdbeben. Der Einschlag hinterließ einen Krater mit einem Durchmesser von fast 14 m, einer Tiefe von 5 m und einem Wall von bis zu 1 m Höhe über der Umgebung. In einer 1 km entfernten Krankenstation gingen Scheiben zu Bruch. Augenzeugen berichteten von kochendem Wasser im Krater, das auch noch eine halbe Stunde nach dem Einschlag beobachtet wurde. Aufsteigender Dampf mit schwefeligem Geruch führte bei vielen Anwohnern zu heftigen Kopfschmerzen und Übelkeit. Der mit dem Einschlag verbundene Lärm war noch in der 20 km entfernten Stadt Desaguadero zu hören und hielt 15 Minuten an. Ausgeschleudertes Material bis zu 5 cm Durchmesser wurde noch in 200 m Entfernung gefunden. Drei Tage nach dem Einschlag hatte sich der Krater schon bis 1 m unterhalb der ursprünglichen Oberfläche mit Grundwasser gefüllt. Von Wissenschaftlern gesammelte und untersuchte zerbrechliche Gesteinsproben enthielten neben Eiseneinschlüssen auch Silikate, wie sie bisher aus vielen Meteoriten bekannt sind. Auf Grund der Beschaffenheit und Zusammensetzung der Meteoritenbruchstücke wurde schon früh angenommen, dass es sich um einen Chondriten gehandelt hat. Der Meteoritenexperte Dr. Harold Connolly hat Bruchstücke untersucht und stuft den Meteoriten als gewöhnlichen Chondriten der Unterklasse H4/5 ein.
In La Paz, 70 km entfernt vom Krater, wurde der Infraschall des Meteoroideneinschlags aufgezeichnet. Aus der Stärke der Luftdruckwelle errechnete Professor Peter Brown von der „University of Western Ontario“ eine kinetische Einschlagsenergie von etwa 0,03 kT TNT.
In einer Pressemitteilung vom 21. Januar 2008 kündigte die Humboldt-Universität zu Berlin an, den Meteoroideneinschlag eingehend zu untersuchen.

### 39. Lunar and Planetary Science Conference
Auf der Lunar and Planetary Science Conference, die vom 10. bis 14. März 2008 in League City (Texas) stattfand, wurden weitere wissenschaftliche Erkenntnisse vorgestellt. Danach gehen Wissenschaftler davon aus, dass der ursprüngliche Meteoroid mehrere Meter groß war und eine Masse von mindestens 10 Tonnen hatte. Die Anfangsgeschwindigkeit betrug zwischen 12 und 16 km/s; die Aufschlagsgeschwindigkeit war ungewöhnlich groß und lag bei mindestens 3 km/s, aber der Meteoroid könnte auch noch bis zu 6 km/s schnell gewesen sein. Dies legen „planar deformation features“ nahe, die in einigen Mineralen der Auswurfsmassen gefunden wurden. Die Aufschlagsmasse dürfte noch etwa 3 t betragen haben, und die freigesetzte Energie entsprach 2 t TNT. Der H4/H5-Chondrit hatte hohe Gehalte von Eisen, Nickel und Troilit, eine Schwefelverbindung, die bei hohen Temperaturen leicht zerlegt wird. Die Schwefelgase, die bei den Menschen am Krater zu kurzzeitigen Krankheitssymptomen führten, sind daher mit hoher Wahrscheinlichkeit auf pulverisiertes Troilit zurückzuführen.
Eine neue, unerwartete Erkenntnis ist, dass auch relativ kleine Steinmeteoroiden die Lufthülle der Erde in einem Stück durchqueren und dann wesentlich schneller als im freien Fall auf die Erdoberfläche treffen können.

## Zukunft des Kraters
Kurz nach dem Meteoritenfall wurde der Krater von Polizisten bewacht und dann mit einem Zaun umgeben. Der Krater sollte vor einer Zerstörung durch Niederschläge und Flusswasser geschützt werden. Hierzu wurde später auch eine große Plane über das Gelände gespannt. Der Bau eines Museums ist geplant und der Einschlagskrater soll konserviert werden. Allerdings war der Krater bereits wenige Monate nach dem Ereignis schon sehr stark verflacht und glich einer Mulde.